# مهندسی پلیمر قانونی
مهندسی پلیمر در پزشکی قانونی (به انگلیسی: Forensic polymer engineering) مطالعه شکست در محصولات پلیمری است. این موضوع شامل شکستگی محصولات پلاستیکی یا دلایل دیگری که چرا محصول نمی‌تواند استحکامی مطابق با مشخصاتش نشان دهد، می‌باشد. این موضوع با تمرکز بر مواد موجود در صحنه‌های جرم و جنایت یا تصادف، به دنبال نقص در آن دسته از مواد است، که ممکن است توضیح دهد که چرا یک حادثه رخ داده‌است یا با مشخص کردن منبع یک ماده خاص به شناسایی یک جنایتکار کمک کند. بسیاری از روش‌های تحلیلی که برای شناسایی پلیمرها استفاده می‌شود، در تحقیقات جنایی نیز مورد استفاده قرار می‌گیرد. مجموعه ای دقیق که مشخص بودن ماهیت پلیمری آن‌ها در سؤال است، ترموست، ترموپلاستیک، الاستومری یا کامپوزیت در طبیعت است.
یک جنبه، تجزیه و تحلیل شواهد ردیابی مانند علائم لغزش روی سطوح در معرض است، جایی که تماس بین مواد متمایز، ردپایی از یکی از مواد را بر روی دیگری قرار می‌دهد. مشروط بر اینکه ردپاها با موفقیت قابل تجزیه و تحلیل باشند، اغلب می‌توان یک تصادف یا جرم را بازسازی کرد.

## روش‌های تحلیل

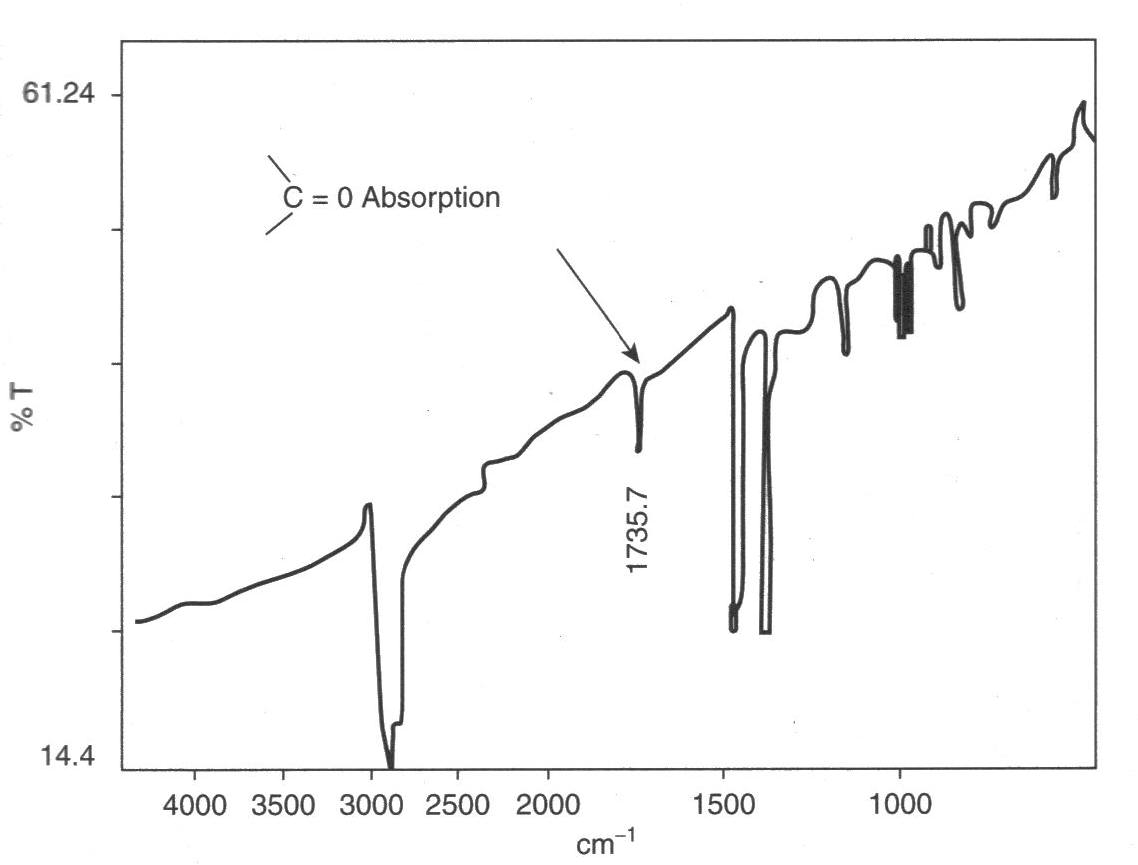
طیف IR که جذب کربونیل را به دلیل تخریب اکسیداتیو پلی پروپیلن نشان می‌دهد

ترموپلاستیک را می‌توان با استفاده از طیف‌سنجی مادون قرمز، طیف‌سنجی قابل مشاهده با اشعه ماوراء بنفش، طیف‌سنجی رزونانس مغناطیسی هسته ای و میکروسکوپ الکترونی روبشی محیطی تجزیه و تحلیل کرد. نمونه‌های شکست خورده یا می‌توانند در یک حلال مناسب حل شوند و مستقیماً مورد بررسی قرار گیرند (طیف‌سنجی UV , IR و NMR) یا یک فیلم نازک از حلال باشند یا با استفاده از میکروتومی از محصول جامد برش داده شوند. طیف‌سنجی مادون قرمز مخصوصاً برای ارزیابی اکسیداسیون پلیمرها مانند تخریب پلیمر ناشی از قالب‌گیری تزریق معیوب مفید است. طیف، گروه کربونیل مشخصه تولید شده توسط اکسیداسیون پلی پروپیلن را نشان می‌دهد، که این محصول را ترد می‌کند. این یک قسمت حساس از عصا بود و هنگامی که عصا شکست، کاربر افتاد و خودش را بسیار جدی مجروح کرد. طیف از یک فیلم نازک از ریخته‌گری محلول نمونه پلاستیک گرفته شده از عصای شکست خورده بدست آمد.
میکروتومی ترجیح داده می‌شود زیرا هیچ گونه عارضه ای از جذب حلال وجود ندارد و تمامیت نمونه تا حدی حفظ می‌شود. ترموستات‌ها، کامپوزیت‌ها و الاستومرها اغلب با توجه به ماهیت نامحلول این مواد، فقط با استفاده از میکروتومومی قابل بررسی هستند.

## شکست
محصولات شکستگی را می‌توان با استفاده از فراکتوگرافی، روشی مناسب برای کلیه اجزای شکسته شده یا با استفاده از ماکروفوتوگرافی و میکروسکوپ نوری بررسی کرد. اگرچه پلیمرها معمولاً دارای خاصیت کاملاً متفاوتی نسبت به فلزات، سرامیکها و شیشه‌ها هستند، درصورتی که محصولات از نظر طراحی و تولید ضعیف باشند، به همان اندازه مستعد شکست ناشی از اضافه بار مکانیکی، خستگی و ترک خوردگی تنشی هستند.
میکروسکوپ الکترونی روبشی یا  ESEM  به ویژه برای بررسی سطوح شکستگی مفید است و همچنین می‌تواند تجزیه و تحلیل ابتدایی قسمتهای مشاهده شده از نمونه مورد بررسی را ارائه دهد. این یک تکنیک میکروآنالیز است و برای بررسی شواهد اثری با ارزش است. از طرف دیگر، ترسیم رنگ در ESEM وجود ندارد و از نحوه پیوند این عناصر به یکدیگر اطلاعاتی در دست نیست. نمونه‌ها در معرض خلاء جزئی قرار می‌گیرند، بنابراین هرگونه فرار از بین می‌رود و ممکن است سطوح توسط مواد مورد استفاده برای اتصال نمونه به گیره (مونت) آلوده شوند.

## مثال‌ها
بسیاری از پلیمرها توسط مواد شیمیایی خاصی در محیط مورد حمله قرار می‌گیرند و مشکلات جدی از جمله حوادث جاده ای و صدمات شخصی ممکن است بوجود آید. تخریب پلیمر منجر به شکستگی تحت بارهای کم‌تر از انتظار می‌شود.

### ترک خوردگی ازن

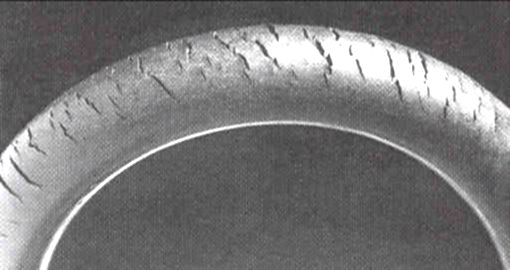
ترک خوردگی ازن در شیارهای لاستیک طبیعی

به عنوان مثال، پلیمرها می‌توانند توسط مواد شیمیایی تهاجمی مورد حمله قرار گیرند و اگر تحت بار باشند، با مکانیسم ترک خوردگی تنشی، ترک‌ها رشد می‌کنند. ترک خوردگی ازن از لاستیک شاید قدیمی‌ترین نمونه شناخته شده‌است، که در آن آثار ازن موجود در اتمسفر به پیوند دوگانه درون زنجیره مواد حمله می‌کند. الاستومرهایی که پیوند دوگانه در زنجیرهای خود دارند شامل لاستیک طبیعی، لاستیک نیتریل و لاستیک استایرن-بوتادین هستند. همه آنها در معرض حمله ازن قرار دارند و می‌توانند مشکلاتی از قبیل آتش‌سوزی وسایل نقلیه (از خطوط سوخت لاستیک) و ضربات ناشی از تایر به بدنه ایجاد کنند. امروزه ضد اوزوننت‌ها به‌طور گسترده به این پلیمرها اضافه می‌شوند، بنابراین میزان ترک خوردگی کاهش یافته‌است. با این حال، تمام محصولات لاستیکی مهم محافظت نمی‌شوند، و از آنجا که فقط PPb ازن شروع به حمله می‌کند، شکست‌ها هنوز هم رخ می‌دهند.

### ترک خوردگی ناشی از کلر
یکی دیگر از گازهای بسیار واکنش پذیر کلر است که به پلیمرهای مستعد مانند رزین استیل و لوله‌های پلی اتیلن حمله می‌کند. نمونه‌های زیادی از چنین لوله‌ها و اتصالات در نتیجه ترک خوردگی ناشی از کلر در ایالات متحده وجود دارد. اساساً گازها به قسمتهای حساس مولکولهای زنجیره ای حمله می‌کنند (خصوصاً اتم‌های کربن ثانویه، ترکی یا آلیلیک)، زنجیره‌ها را اکسید می‌کنند و در نهایت باعث ایجاد نابودی زنجیره می‌شوند. علت اصلی کلر موجود در تأمین آب (تصفیه) است که به دلیل عملکرد ضد باکتریایی آن افزوده شده‌است. کلر به قسمتهای ضعیفی از یک محصول حمله می‌کند و در صورت اتصال رزین استیل در سیستم آبرسانی، این ریشه‌های نخ است که ابتدا مورد حمله قرار گرفته و باعث رشد ترک شکاف می‌شود.

### هیدرولیز

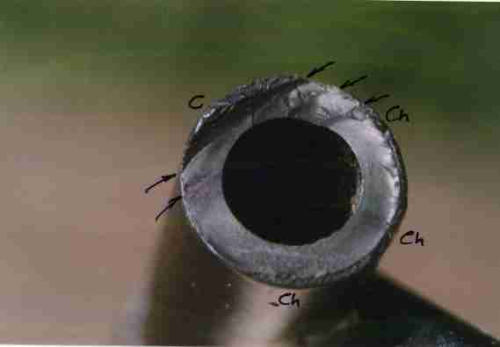
نمای نزدیک از لوله سوخت شکسته

بیشتر پلیمرهای مرحله رشد می‌توانند در حضور آب دچار هیدرولیز شوند، غالباً واکنش‌هایی که توسط اسید یا قلیایی کاتالیز می‌شوند. به عنوان مثال، نایلون اگر در معرض اسیدهای قوی قرار گیرد، به سرعت تخریب خواهد شد، پدیده ای که برای افرادی که به‌طور اتفاقی اسید را روی جوراب خود می‌ریزند، آشناست.
در هنگام ریختن سوخت دیزل از یک ون روی جاده، لوله سوخت شکسته باعث حادثه جدی شد. هنگام برخورد با یک کامیون از راه دور، یک اتومبیل دیگر لغزید و راننده به‌طور جدی مجروح شد. میکروسکوپ الکترونی روبشی یا SEM نشان داد که اتصال نایلون در اثر ترک خوردگی تنشی به دلیل نشت کمی از اسید باتری شکسته شده‌است. نایلون در تماس با اسید سولفوریک مستعد هیدرولیز است، و تنها نشت کمی از اسید کافی است تا یک مکانیسم معروف به ترک خوردگی تنشی یا SCC، شکاف شکننده ای را در اتصال دهنده قالب تزریق ایجاد کند.
شکاف حدود ۷ روز طول می‌کشد تا به اندازه قطر لوله رشد کند، از این رو راننده ون باید نشتی را قبل از بزرگتر شدن شکاف تا اندازه بحرانی می‌دید. عدم دقت او منجر به این سانحه شد. سطح شکستگی یک سطح تقریباً ترد را می‌توان نشان داد که نشان دهنده رشد تدریجی ترک در قطر لوله است. هنگامی که این شکاف به داخل حفره داخلی نفوذ کرده بود، سوخت در جاده نشت کرد. دیزل، مخصوصاً در سطوح جاده خطرناک است زیرا یک لایه روغنی نازک تشکیل می‌دهد که توسط رانندگان به راحتی مشاهده نمی‌شود. در روانکاری شبیه یخ سیاه است، بنابراین هنگام بروز نشت دیزل، لغزشها معمول اند. بیمه کنندگان راننده ون مسئولیت را پذیرفتند و خسارت راننده مصدوم پرداخت شد.
پلی کربنات در معرض هیدرولیز قلیایی است، این واکنش به سادگی باعث دی پلیمر (نابود شدن خواص پلیمری مواد) می‌شود. پلی استر‌ها در هنگام تماس با اسیدهای قوی مستعد تخریب هستند و در همه این موارد باید در خشک کردن مواد اولیه خام برای پردازش در دماهای بالا دقت کرد تا از بروز مشکل جلوگیری شود.

### تخریب توسط اشعه ماوراء بنفش

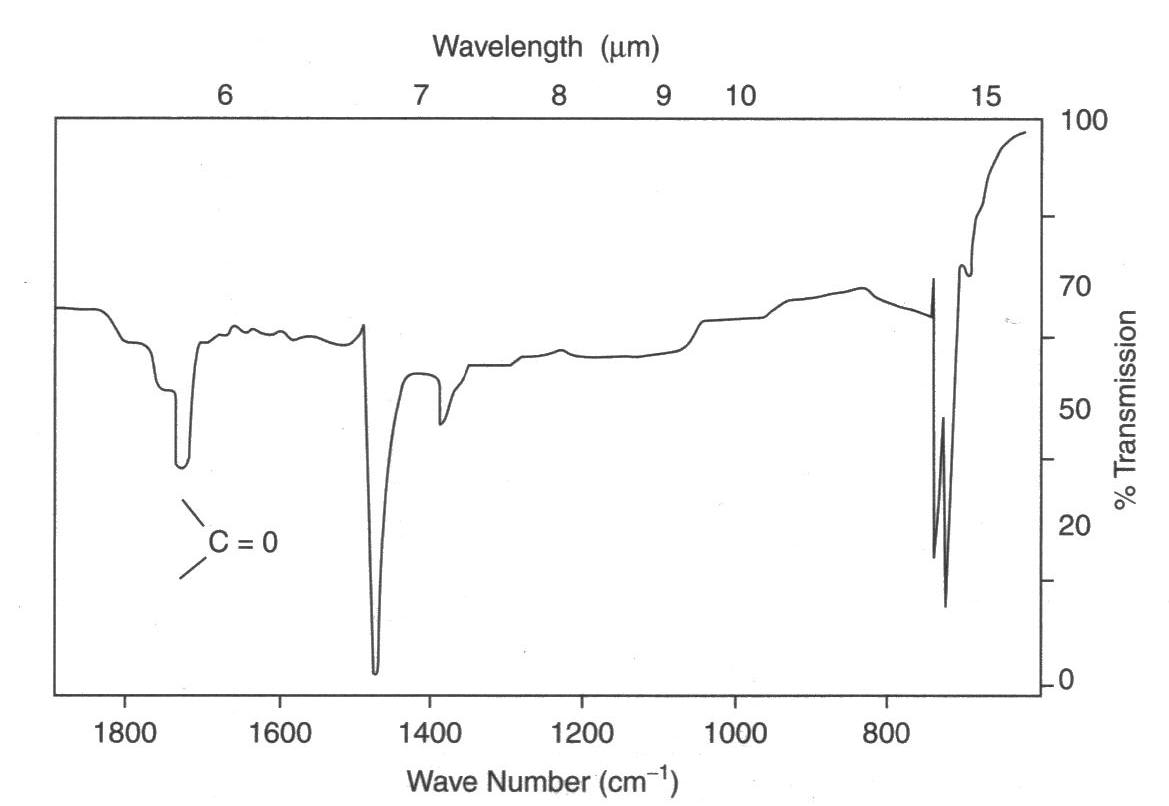
طیف IR که جذب کربنیل را به دلیل تخریب توسط اشعه ماوراء بنفش پلی اتیلن نشان می‌دهد.

همچنین بسیاری از پلیمرها در نقاط آسیب‌پذیر در ساختارهای زنجیره ای خود در اثر اشعه ماوراء بنفش مورد حمله قرار می‌گیرند؛ بنابراین، پلی پروپیلن دچار ترک خوردگی شدید در نور خورشید، می‌شود. مگر اینکه به آن مواد افزودنی ضد اشعه ماوراء بنفش اضافه شود. نقطه حمله در اتم کربن سوم موجود در هر واحد اتفاق می‌افتد و باعث اکسیداسیون و در نهایت شکستگی زنجیره می‌شود. پلی اتیلن نیز در معرض تخریب اشعه ماوراء بنفش قرار دارد، به ویژه آن دسته از انواع پلیمرهای شاخه ای که مانند LDPE هستند. نقاط شاخه، اتم‌های کربن سوم هستند، بنابراین تخریب پلیمر از آنجا شروع می‌شود و منجر به شکاف زنجیره ای می‌شود. در مثال نشان داده شده، گروه‌های کربونیل به راحتی توسط طیف‌سنجی IR از یک فیلم نازک چدنی تشخیص داده شده‌اند. این محصول مخروط جاده بود که در سرویس شکسته شده بود، و بسیاری از مخروط‌های مشابه نیز به دلیل اینکه در فرایند تولیدشان از افزودنی ضد اشعه ماوراء بنفش استفاده نشده بود، شکست خوردند.